# Monarda

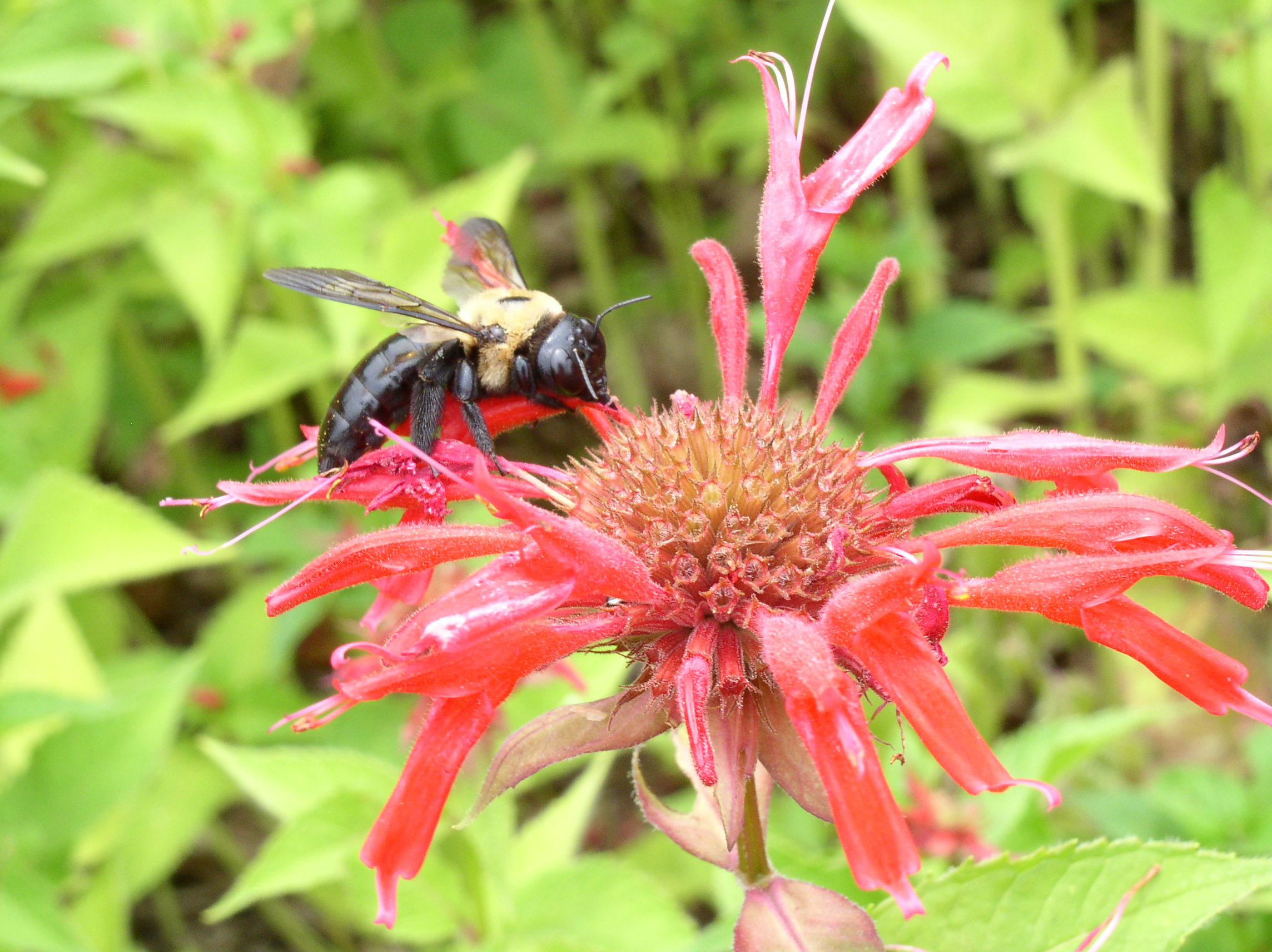
Abejorro carpintero, Xylocopa virginica libando néctar de una flor de Monarda

Monarda es un género con 16 especies de plantas de la familia Lamiaceae. Recibió este nombre en honor al médico y botánico sevillano Nicolás Monardes.

## Descripción
Son plantas erectas, herbáceas, anuales o perennes de 20 a 90 cm de altura. Las hojas son opuestas en el tallo; delgadas, lanceoladas, con bordes ligeramente aserrados; pueden ser desde lisas a ligeramente vellosas; miden de 7 a 14 cm. En todas las especies de este género, cuando se aprietan las hojas dan un fuerte aroma mentolado. La especie M. didyma contiene la mayor concentración del aceite aromático responsable por ese olor.
Para su cultivo prefieren mucho sol y buen drenaje.
Los indios americanos las usaban con fines medicinales.

## Planta acompañante
Algunas especies de Monarda son consideradas buenas plantas acompañantes para los tomates, mejorando la salud de estos. En general son buena plantas acompañantes de cultivos porque atraen polinizadores y también algunos insectos predadores y parásitos o parasitoides que contribuyen al control biológico de plagas.  

## Especies seleccionadas
| - Monarda affinis - Monarda albiflora - Monarda allophylla - Monarda altissima - Monarda amplexicaulis - Monarda aristata | - Monarda austromontana - Monarda barbata - Monarda bartlettii - Monarda beckii - Monarda didyma L. - té de PensilvaniaColmeiro, Miguel: «Diccionario de los diversos nombres vulgares de muchas plantas usuales ó notables del antiguo y nuevo mundo», Madrid, 1871. - Monarda citriodora austromontana - Monarda eplingiana - Monarda pectinata - Monarda pringlei - Monarda punctata L. |